# Krzywe (powiat olecki)
Krzywe – wieś w Polsce położona w województwie warmińsko-mazurskim, w powiecie oleckim, w gminie Świętajno. Leży nad jeziorem o tej samej nazwie.
W latach 1975–1998 miejscowość należała administracyjnie do województwa suwalskiego.
Wieś czynszowa założona na 51 włókach w 1563 r., przez Macieja Lipińskiego i Jakuba Dąbrowskiego, którzy nabyli pięć włók sołeckich i osiedlili chłopów. W dokumentach pojawiają się także nazwy Krzywen, Liepen (zapewne od nazwiska jednego z zasadźców).
W 1938 r. we wsi było 424 mieszkańców. W tym czasie (1934), w ramach akcji germanizacyjnej zmieniono urzędową nazwę wsi na Bergenau.